# Zirós (dème)
Le dème de Zirós (en grec moderne : Δήμος Ζηρού) est une circonscription administrative située dans le district régional de Préveza de la périphérie d'Épire en Grèce. 
Le dème actuel est issu de la fusion en 2010 entre les anciens dèmes d'Anógio, de Filippiáda, de Kranéa et de Thespotikó.
Il tient probablement son nom du lac Zirós.